# Mudroňovo
Mudroňovo este o comună slovacă, aflată în districtul Komárno din regiunea Nitra. Localitatea se află la altitudinea de 157 m deasupra n.m., se întinde pe o suprafață de 4,01 km2 și în 2017 număra 123 de locuitori.

## Demografie
| An:                | 1994 | 2004    | 2014    | 2024   |
| ------------------ | ---- | ------- | ------- | ------ |
| Număr de persoane: | 89   | 110     | 130     | 124    |
| Diferență:         |      | +23,59% | +18,18% | −4,61% |

| An:                | 2023 | 2024   |
| ------------------ | ---- | ------ |
| Număr de persoane: | 123  | 124    |
| Diferență:         |      | +0,81% |